# Назіме-султан
Назіме-Султан (осман. ناظمه سلطان ; 25 лютого 1867 — 9 листопада 1947) — османська принцеса та філантропка, донька османського султана Абдулазіза та Хайраниділь Кадин-ефенді.

## Раннє життя
Назіме-Султан народилася 25 лютого 1867 року в палаці Долмабахче. Її батьком був Султан Абдул-Азіз, а матір'ю — Хайраниділь Кадин. Вона була другою дочкою свого батька і першою дитиною своєї матері, старшою рідною сестрою майбутнього халіфа Абдул-Меджида II і онукою Махмуда II і Пертевніял-Султан.
Її батько, Абдул-Азіз, був скинутий своїми міністрами 30 травня 1876 року, султаном став його племінник Мурад V. Наступного дня його перевезли до палацу Феріє. Її мати та інші жінки з оточення Абдул-Азіза не хотіли залишати палац Долмабахче. Тож їх насильно відправили до палацу Феріє. При цьому їх обшукали з голови до ніг і відібрали все цінне. 4 червня 1876 року Абдул-Азіз помер за загадкових обставин.
Десятирічна дівчинка Назіме-Султан продовжувала жити в палаці Феріє з мамою та восьмирічним братом. Розповідаючи про цю подію в інтерв'ю Аділу Сулх Бею через багато років, Назіме сказала:
Any claims that my father committed suicide are deceitful. I saw it with my
own eyes that they murdered my father.

## Шлюб
У 1889 році султан Абдул-Гамід II подарував їй строї та влаштував одруження разом із двома її сестрами, принцесами Саліхою-Султан та Есмою-Султан, а також своєю власною дочкою Зекіє-Султан. Вона стала дружиною Алі Халід-паші, сина Ібрагіма Дервіша-паші, 20 квітня 1889 року в палаці Їлдиз.
Подружжю в якості резиденції було надано палац у Куручешме, відомий як палац Назіме Султан. Тут у неї були виконавці релігійної музики. Дітей у принцеси не було.

## Філантропія
Принцеса сприяла Жіночому відділу Товариства національної оборони (Müdafaa-i Milliye Hanımlar Cemiyeti), який був створений у вересні 1912 року. Принцеса вирушила до Стамбула, щоб піклуватися про людей, поранених у Балканських війнах. Після свого заснування Жіночий відділ Товариства національної оборони організував дві зустрічі в лекційній залі Дарюльфюнун під егідою Назіме та Німет Мухтар, доньки хедіва Ісмаїла-паші, які вела Сельма Ханім, сестра Ахмед Різа Бей, відома членкиня CUP і голова парламенту.
У 1912 році «Жіночий центр Хілал-і Ахмер» було організовано в рамках «Османської асоціації Хілал-і Ахмер», фонду, створеного в 1877 році для надання медичної допомоги в Стамбулі та навколишніх громадах. У травні 1915 року, під час Галліполійської кампанії, як членкиня цієї організації Назіме пожертвувала 50 турецьких лір госпіталю на придбання ліжок та інших товарів для солдатів.

## Вигнання
Після того, як у 1924 році імператорська сім'я була відправлена у вигнання, Назіме та її чоловік оселилися в Джунії, Ліван. Тут вони жили у великому маєтку, оточеному садом.
Коли Дюррюшехвар-Султан стала дружиною принца Азам Джа, старшого сина і спадкоємця останнього Нізама  Гайдарабаду, Османа Алі Хана, Асіфа Джа VII в 1932 році, Назіме-Султан подарувала їй діамантову тіару. Неслішах-Султан вона запропонувала чудовий браслет з тисненням трьох діамантів, коли вона одружувалася з принцом Мохамедом Абдель Монеймом, сина останнього єгипетського хедива Аббаса Хільмі II у 1940 р.
За словами Несліша Султан, вона була крихітною, досить потворною, з великими губами, як у її батька, але досить вражаючою.

## Смерть

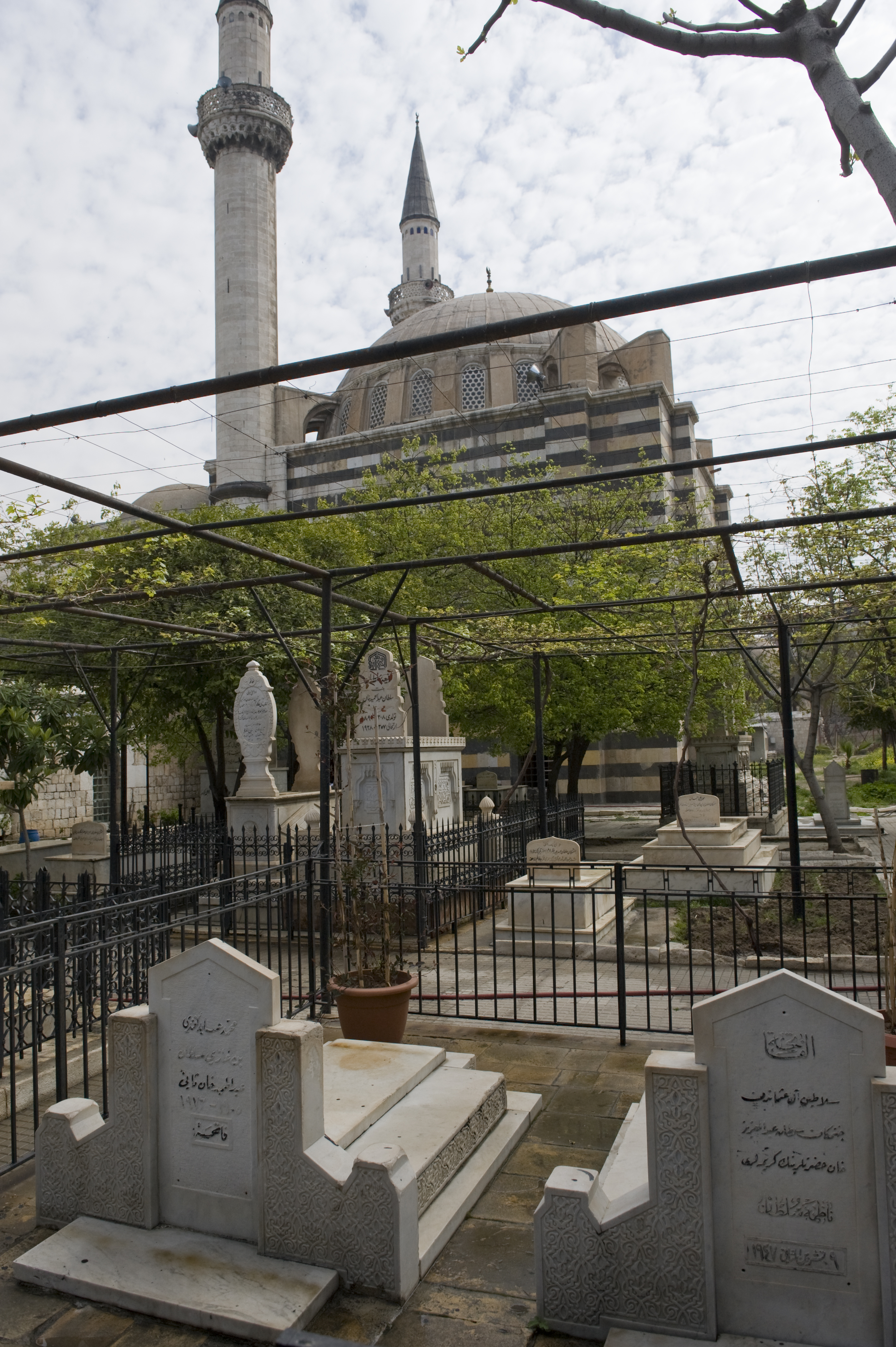
Могила Назіме-Султан (справа внизу)

Назіме померла 9 листопада 1947 року в Джунії, Ліван. Вона була останньою дитиною Абдул-Азіза, яка вижила. Похована на кладовищі Сулейманія Такійя, Дамаск, Сирія. Її чоловік прожив на один рік довше і помер у 1948 році в Мецці, Саудівська Аравія.

## Нагороди
- Орден Дому Османа[21]
- Орден Меджіді, прикрашений коштовностями[21]
- Орден Благодійності 1-го ступеня[21]

## Походження
|  |                             |  |  |  |  |  |  |  |  |  |  |  |  |  |  |  |
|  | 8. Абдул-Гамід I            |  |  |  |  |  |  |  |  |  |  |  |  |  |  |  |
|  |                             |  |  |  |  |  |  |  |  |  |  |  |  |  |  |  |
|  |                             |  |  |  |  |  |  |  |  |  |  |  |  |  |  |  |
|  | 4. Махмуд II                |  |  |  |  |  |  |  |  |  |  |  |  |  |  |  |
|  |                             |  |  |  |  |  |  |  |  |  |  |  |  |  |  |  |
|  |                             |  |  |  |  |  |  |  |  |  |  |  |  |  |  |  |
|  | 9. Накшиділ-Султан          |  |  |  |  |  |  |  |  |  |  |  |  |  |  |  |
|  |                             |  |  |  |  |  |  |  |  |  |  |  |  |  |  |  |
|  |                             |  |  |  |  |  |  |  |  |  |  |  |  |  |  |  |
|  | 2. Абдул-Азіз               |  |  |  |  |  |  |  |  |  |  |  |  |  |  |  |
|  |                             |  |  |  |  |  |  |  |  |  |  |  |  |  |  |  |
|  |                             |  |  |  |  |  |  |  |  |  |  |  |  |  |  |  |
|  | 5. Пертевніял-Султан        |  |  |  |  |  |  |  |  |  |  |  |  |  |  |  |
|  |                             |  |  |  |  |  |  |  |  |  |  |  |  |  |  |  |
|  |                             |  |  |  |  |  |  |  |  |  |  |  |  |  |  |  |
|  | 1. Назіме-Султан            |  |  |  |  |  |  |  |  |  |  |  |  |  |  |  |
|  |                             |  |  |  |  |  |  |  |  |  |  |  |  |  |  |  |
|  |                             |  |  |  |  |  |  |  |  |  |  |  |  |  |  |  |
|  | 3. Хайраниділь Кадин-ефенді |  |  |  |  |  |  |  |  |  |  |  |  |  |  |  |
|  |                             |  |  |  |  |  |  |  |  |  |  |  |  |  |  |  |
|  |                             |  |  |  |  |  |  |  |  |  |  |  |  |  |  |  |